# Challenger de Kunming
El Kunming Challenger es un torneo profesional de tenis. Pertenece al ATP Challenger Series. Se juega desde el año 2013 sobre pistas duras, en Kunming, China.

## Palmarés

### Individuales
| Año  | Campeón             | Finalista    | Resultado        |
| ---- | ------------------- | ------------ | ---------------- |
| 2013 | Alex Bogomolov, Jr. | Rik de Voest | 6–3, 4–6, 7–6(2) |

### Dobles
| Año  | Campeones                       | Finalistas                 | Resultado |
| ---- | ------------------------------- | -------------------------- | --------- |
| 2013 | Samuel Groth John-Patrick Smith | Go Soeda Yasutaka Uchiyama | 6–4, 6–1  |